# Односи Србије и Јужноафричке Републике
Односи Србије и Јужноафричке Републике су инострани односи Републике Србије и Јужноафричке Републике.

## Билатерални односи
Званични дипломатски односи су успостављени 1992. године.
Године 2007. председник Јужноафричке Републике Нелсон Мандела је постао почасни грађанин Београда.
Председник Србије Томислав Николић је присуствовао сахрани Нелсона Манделе 2013. године.

### Економски односи
- У 2020. години укупна робна размена износила је 75,6 милиона УСД. Од тога извоз из Србије 7,3 милиона, а увоз 68,2 милиона америчких долара.
- У 2019. размењено је укупно роба у вредности од 67,1 милион америчких долара. Извоз из наше земље вредео је 9,1 милион, а увоз 58 милиона УСД.
- У 2018. години укупна робна размена износила је 27,4 милиона УСД. Из Србије је извезено за 5,4 милиона, а увезено за 22 милиона долара.[4][5]

### Дипломатски представници

#### У Преторији
Амбасада Републике Србије у Преторији радно покрива Мозамбик, Малави, Замбију, Зимбабве, Намибију, Лесото, Боцвану, Маурицијус и Свазиленд.
- Горан Вујичић, амбасадор, 2019.-
- Божин Николић, амбасадор, 2014. - 2018.
- Горан Вујичић, амбасадор, 2009. - 2013.
- Јован Марић, амбасадор, 2006. - 2009.
- /  Срђан Хофман, амбасадор, 2002. - 2006.
- Зоран Бингулац, амбасадор, 1998. - 2001.

## Историја односа

### Генерални конзулат Краљевине Југославије у Кејптауну
Генерални конзулат Краљевине Југославије у Кејптауну отворен је указом од 3.6.1941. године (у Јужноафричкој Унији). Седиште Југословенског краља и владе у емиграцији било је у Лондону, до свог средишта стигли су преко Грчке, британских територија Палестине и Каира, како је средоземље због ратних сукоба било непроходно, пут је водио од Каира кроз Црвено Море, даље ка Јужној Африци.
- Милутин Ј. Ђуришић, вршилац дужности генералног конзулата, лето 1945. -
- Душан Петровић, вршилац дужности генералног конзулата, октобар 1944. - лето 1945.
- Божидар Стојановић, генерални конзул, 1943. - октобар 1944.
- Лука Луковић, генерални конзул, јул 1942. - 1943.
- Срђан Гоце-Гучетић, секретар Генералног конзулата, 30.5.1942. - јул 1942.
- Стојан Гавриловић, генерални конзул, 1941. - 1942.[15]